# Laparoskopia

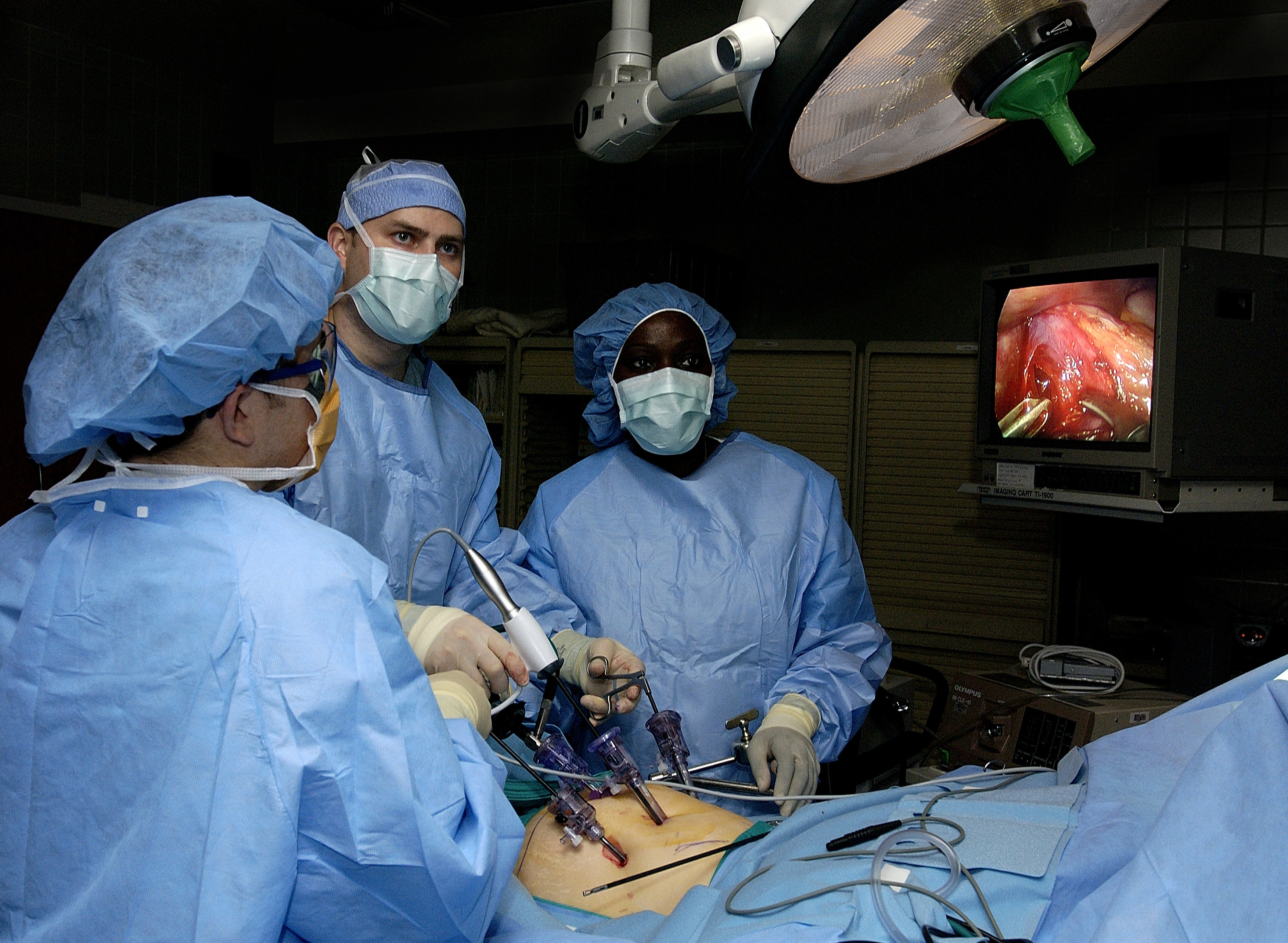
Operacja laparoskopowa

Laparoskopia – wziernikowanie jamy otrzewnej za pomocą instrumentu optycznego wprowadzonego przez powłoki brzuszne. Metoda jest wykorzystywana w diagnostyce zmian patologicznych, umożliwia pobranie materiału do badania histopatologicznego oraz przeprowadzanie zabiegów w obrębie jamy brzusznej.

## Instrumentarium laparoskopowe

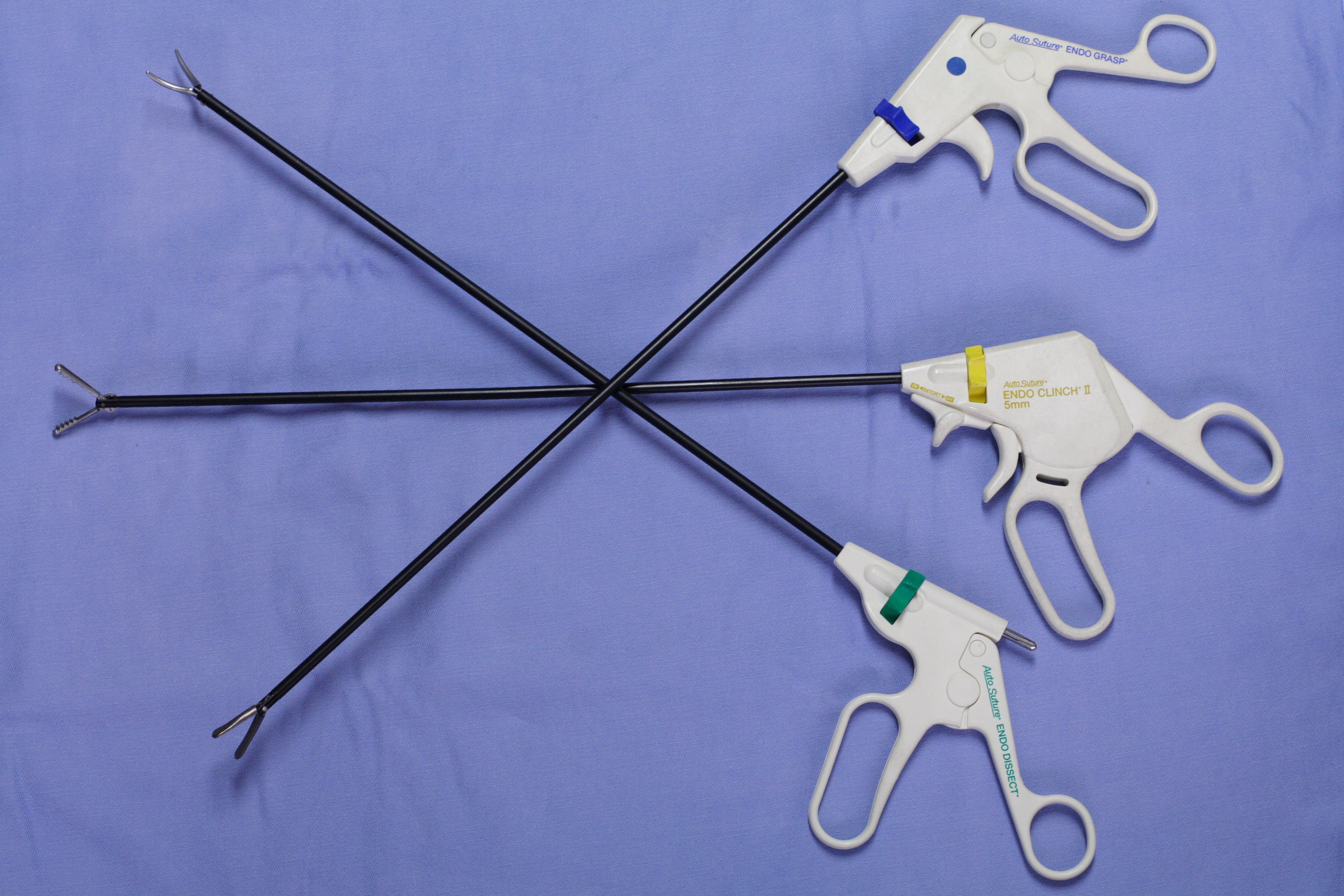
Narzędzia laparoskopowe

Podstawowe narządzie służące do przeprowadzenia laparoskopii:
- tor wizyjny (optyka) – składa się z jałowego wziernika (endoskopu) sztywnego, wyposażonego w źródło światła i przekazującego poprzez podłączoną do niego kamerę obraz do monitora ekranowego obserwowanego przez operatora[2]. Wziernik posiada dość skomplikowane układy soczewek i pryzmatów połączonych z dwoma kanałami optycznymi – po jednym dla emisji oświetlenia i dla obrazowanie pola operacyjnego[3]. Dostępne są wzierniki z zakończeniem prostym lub skośnym[2]. Najczęściej stosowane są wzierniki o wielkości 5 i 10 mm dające widoczność pola operacyjnego do 45°, choć bywają stosowane wzierniki o średnicy 1,6–2 mm służące do laparoskopii diagnostycznej[4].
- igły Veresa – są to narzędzia służące do wytwarzania odmy otrzewnowej, są zaopatrzone w tępą końcówkę zapobiegającą uszkodzeniu trzewi po przebiciu się do jamy otrzewnej[5].
- trokary – są to narzędzia zawierające grot do przebijania tkanek powłok, posiadają kanał przez który wprowadza się narzędzia operacyjne i zastawkę zapobiegającą ucieczce gazu podawanego do jamy brzusznej[6][7].
- insuflator – jest to urządzenie służące do wytworzenia i utrzymania odmy otrzewnowej poprzez odpowiednią podaż gazu (zwykle dwutlenku węgla). Za pomocą gumowego węża łączy się z igłą Veressa[6].
- narzędzia operacyjne – operacje laparoskopowe wymagają zastosowania instrumentarium dostosowanego do przejścia przez kanał roboczy i umożliwiające ich zewnętrzną obsługę. Są to zmodyfikowane klasyczne narzędzia operacyjne. Zwykle jedno narzędzie umożliwia wykonanie kilka czynności, większość narzędzi umożliwia wykonanie elektrokoagulacji[8].

## Wytworzenie odmy otrzewnowej
Odma otrzewnowa może być wykonana za pomocą wprowadzanej „na ślepo” igły Veressa lub metodą otwartą poprzez wykonanie nacięcia powłok i wprowadzenie trokara pod kontrolą wzroku. Następnie, niezależnie od metody, za pomocą insuflatora tłoczy się dwutlenek węgla do jamy brzusznej, tak by ciśnienie w jamie brzusznej wynosiło 12–14 mmHg.

## Laparoskopia diagnostyczna

Laparoskopia diagnostyczna

Wskazaniem do diagnostycznej laparoskopii są:
- diagnostyka ostrego brzucha[10],
- urazy brzucha[11],
- ocena zaawansowania chorób nowotworowych – laparoskopia jest stosowana u chorych z już rozpoznaną chorobą nowotworową w celu oceny rozprzestrzenienia choroby nowotworowej, szczególnie pod kątem oceny operacyjności guza i włączenia leczenia okołooperacyjnego[12],
- diagnostyka niektórych chorób wątroby i zmian ogniskowych w wątrobie – laparoskopia pozwala na zobrazowanie powierzchni wątroby i wykonać biopsje, które choć mogą być wykonane przezskórnie, to biopsje pobierane podczas laparoskopi oferują mniejszy odsetek wyników fałszywie ujemnych[13]. Laparoskopia bywa przydatna w rozpoznaniu marskości wątroby oraz ułatwia stwierdzenie obecności drobnych przerzutów do wątroby[14],
- diagnostyka wodobrzusza – laparoskopia umożliwia zobrazowanie narządów jamy brzusznej i jamę otrzewnej, może pomóc rozpoznać marskość wątroby lub nowotwory złośliwe, których skutkiem jest wodobrzusze[14],
- diagnostyka chorych z niewyjaśnionym przewlekłym bólem brzucha[14],
- diagnostyka bólu w miednicy[15],
- diagnostyka niepłodności u kobiet[16][15],
- diagnostyka endometriozy[16][15],
- diagnostyka zapalenia narządów miednicy mniejszej (dawniej zapalenie przydatków)[16][15],
- diagnostyka ciąży ektopowej[16][15].

## Laparoskopia zabiegowa

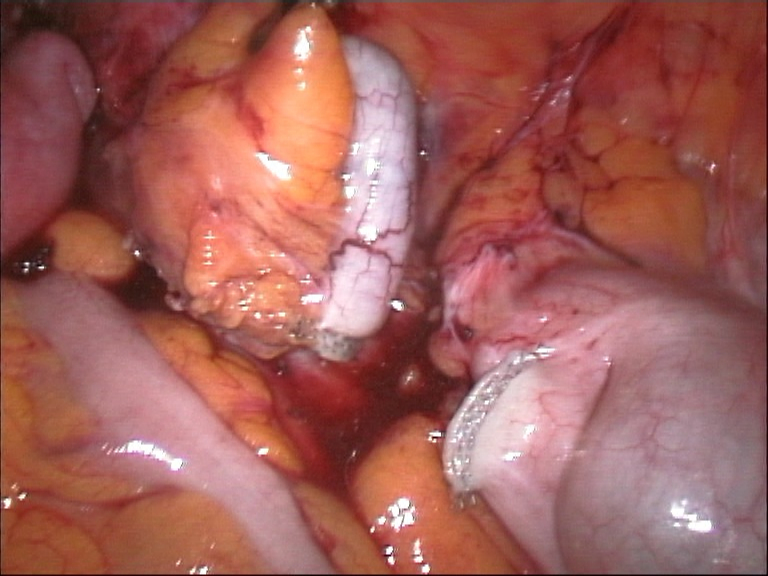
Laparoskopowa appendektomia. Widoczny odcięty wyrostek robaczkowy

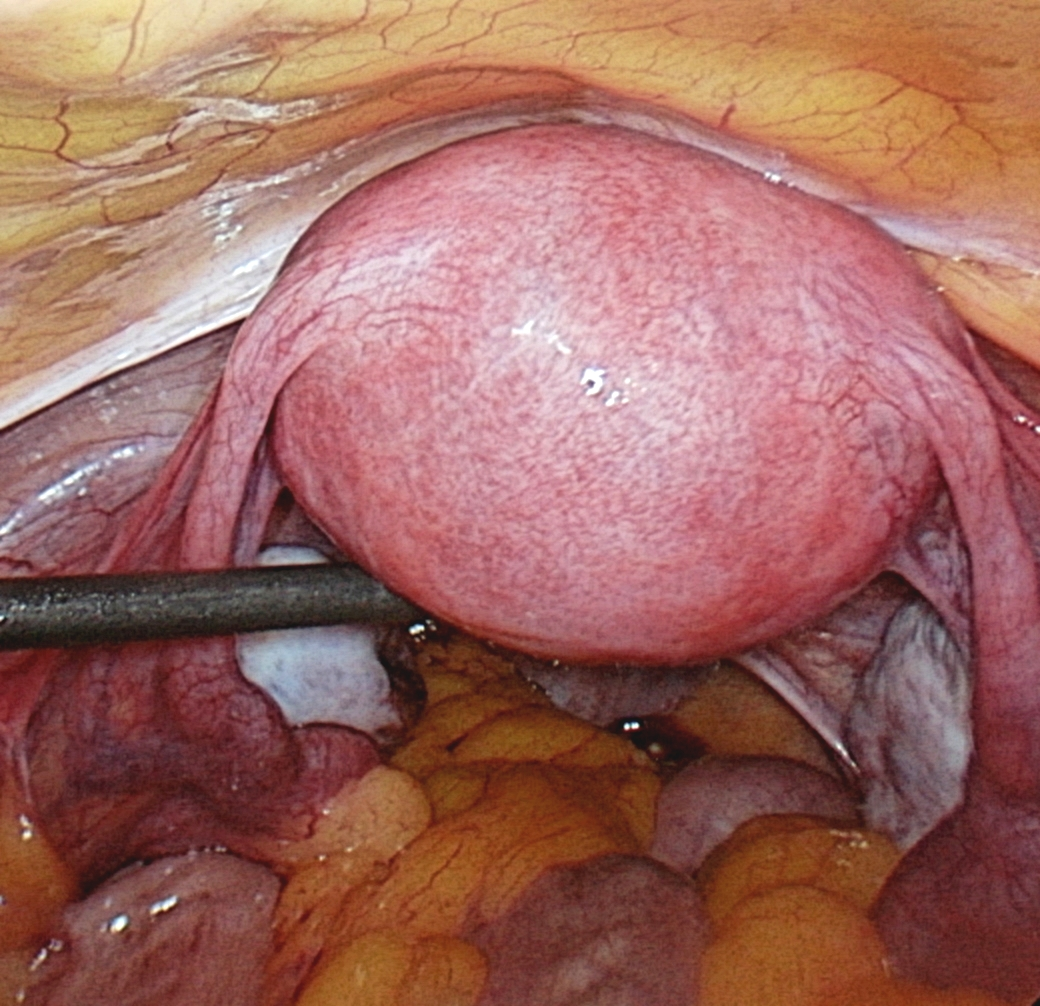
Żeński układ rozrodczy widoczny podczas laparoskopii

Operacje laparoskopowe znajdują coraz szersze zastosowanie i w niektórych zabiegach są stosowane rutynowo. Metoda laparoskopowa znajduje zastosowanie przede wszystkim w leczeniu:
- cholecystektomia (metoda z wyboru) - zabieg chirurgiczny polegający na usunięciu pęcherzyka żółciowego, najczęściej z powodu kamicy żółciowej,
- operacyjne leczenie choroby refluksowej przełyku,
- operacja przepukliny pachwinowej,
- operacje bariatryczne,
- splenektomia,
- adrenalektomia.

Zaletami operacji laparoskopowych są mniejszy uraz operacyjny, mniejsze pooperacyjne dolegliwości bólowe, szybszy powrót perystaltyki i powrót do żywienia doustnego oraz krótszy czas hospitalizacji.

## Konwersja operacji do klasycznej
W pewnych sytuacjach bezpieczne ukończenie operacji metodą laparoskopową jest niemożliwe, wówczas zabieg musi być kontynuowany metodą otwartą. Wyróżnia się konwersje wymuszone i planowe. Konwersje wymuszone zwykle są następstwem powstania powikłań podczas operacji, które nie mogą być bezpiecznie leczone podczas zabiegu laparoskopowego. Konwersja planowa najczęściej jest spowodowana trudnymi warunkami anatomicznymi, w tym występowania anomalii anatomicznych i masywnych zrostów.

## Powikłania
Do najczęstszych powikłań związanych z laparoskopią należą:
- odma podskórna – jest to efekt niezamierzonej podaży gazu służącego do wytworzenia odmy otrzewnowej,
- powikłania związane z odmą otrzewnową:
  - ucisk na żyłę główną dolną powodujący zmniejszenie powrotu żylnego i obniżenia rzutu serca,
  - odma opłucnowa, odma osierdziowa, odma podskórna,
- krwawienie z powłok brzusznych, a bardzo rzadko z dużych naczyń, związane we wprowadzaniem trokarów,
- uszkodzenia narządów jamy brzusznej – najczęściej dotyczą chorych po przebytych operacjach w obrębie jamy brzusznej powodującymi powstanie zrostów skutkujących przytwierdzenie narządów jamy brzusznej do przedniej ściany brzucha, nakłucie zwykle nie wymaga leczenia chirurgicznego, ale duże zranienie wymaga zaopatrzenia,
- termiczne uszkodzenie narządów związane z niezamierzoną elektrokoagulacją.

## Przeciwwskazania do laparoskopii
Przeciwwskazania bezwzględne:
- ostre zespoły wieńcowe,
- niestabilność hemodynamiczna,
- wstrząs hipowolemiczny,
- masywne krwawienie,
- koagulopatia,
- rozdęcie jelit[21].

Przeciwwskazania względne:
- rozlane zapalenie otrzewnej[14],
- zakażenia w obrębie ściany jamy brzusznej[14]
- przepuklina przeponowa i przepuklina w ścianie jamy brzusznej,
- marskość wątroby i nadciśnienie wrotne,
- liczne wcześniejsze operacje (ryzyko zrostów),
- zaawansowana ciąża.